# Veľká Lodina
Veľká Lodina és un poble i municipi d'Eslovàquia. Es troba a la regió de Košice, a l'est del país.

## Història
La primera referència escrita de la vila data del 1423.

## Demografia
| Godina             | 1994 | 2004    | 2014   | 2024    |
| ------------------ | ---- | ------- | ------ | ------- |
| Nombre de persones | 226  | 253     | 274    | 321     |
| Diferència         |      | +11,94% | +8,30% | +17,15% |

| Godina             | 2023 | 2024   |
| ------------------ | ---- | ------ |
| Nombre de persones | 318  | 321    |
| Diferència         |      | +0,94% |